# Moglie di Putifarre

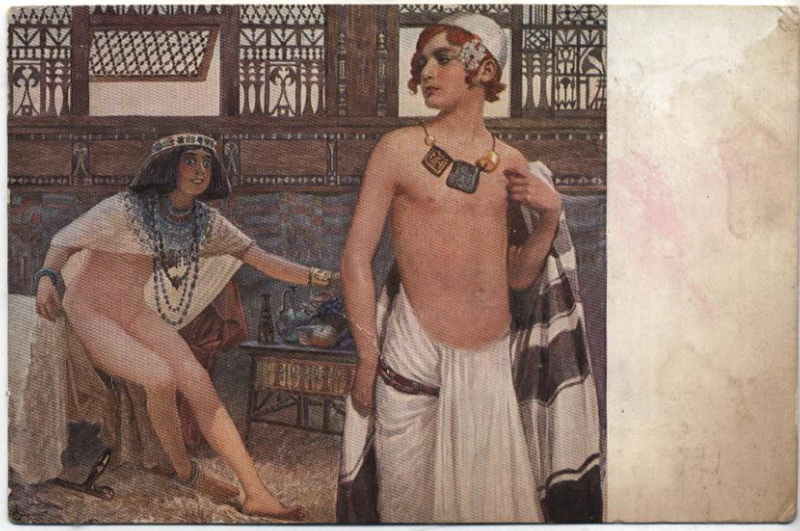
Sergej Solomko, Giuseppe e la moglie di Putifarre (1910 circa)

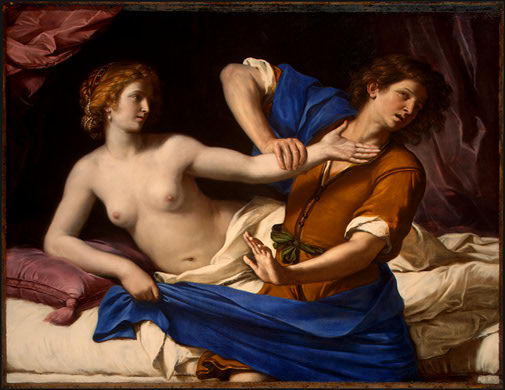
Guercino, Giuseppe e la moglie di Putifarre (1649), Washington, National Gallery of Art

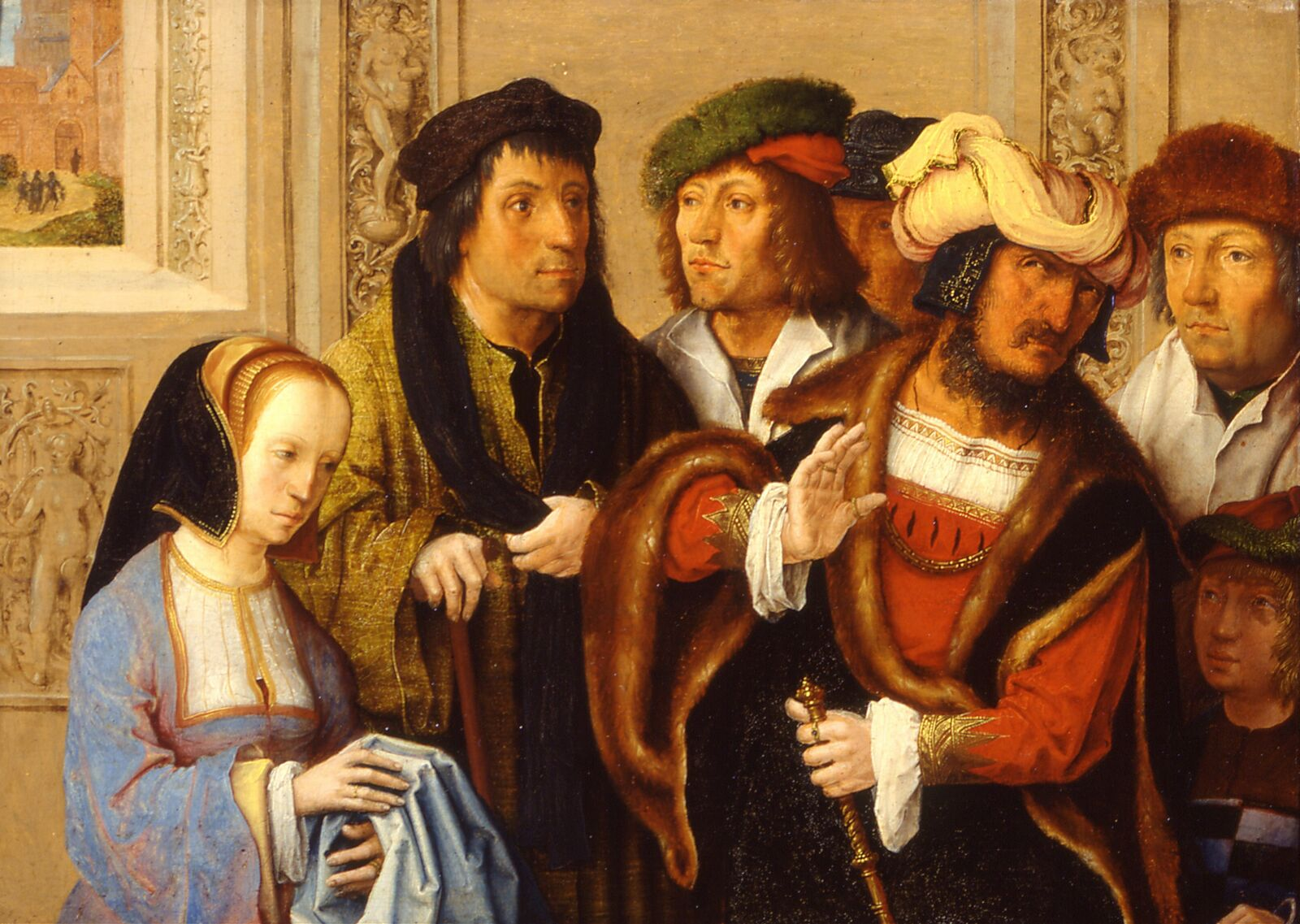
Luca da Leida, La moglie di Putifarre mostra la veste di Giuseppe al marito (1512 circa)

La moglie di Putifarre è un personaggio biblico senza nome del libro della Genesi.

## Racconto biblico
Nella Genesi 39,6-20 si racconta come Putifarre, ricco signore d'Egitto, comprò come schiavo il giovane Giuseppe e che più tardi, vedendone le capacità, pose Giuseppe a carico dell'amministrazione della propria casa. La moglie di Putifarre si invaghì del giovane, cerca di sedurlo, e lui la respinse, perdendo la veste nel tentativo di liberarsi da lei. Offesa dal rifiuto del giovane, si vendicò accusandolo di fronte al marito di aver tentato di farle violenza, mostrando come prova la veste dello schiavo: per questa calunnia, Giuseppe fu rinchiuso nelle prigioni del Faraone.
Qui Dio diffuse su di lui misericordia, facendogli trovare grazia agli occhi del direttore del carcere al punto che costui gli affidò le sue stesse mansioni.
Nella mitologia greca, una vicenda analoga ha per protagonisti Stenebea, moglie del re di Tirinto Preto, e l'eroe Bellerofonte. Si ricordi anche la vicenda di Fedra ed Ippolito.

## La donna e la sua vicenda nell'arte
La storia della moglie di Putifarre ha ispirato numerosi artisti in varie epoche. Molti pittori hanno illustrato il momento dell'adescamento della donna e il tentativo di Giuseppe di allontanarsi dalle sue braccia, oppure la scena del racconto artefatto dell'episodio al marito Putifarre. Per citare solo i più famosi possiamo ricordare gli italiani Tintoretto, Guido Reni, Orazio Gentileschi e la figlia Artemisia, l'olandese Rembrandt, lo spagnolo Murillo, il francese Gauguin.

## Altri riferimenti religiosi e letterari
- La moglie di Putifarre, il suo tentativo di seduzione, la falsa accusa ed il successivo imprigionamento sono citati anche nel Corano, nella Sūra XII Yûsuf (Giuseppe), ai versetti 23-35[2].

- Dante Alighieri la collocò all'Inferno tra i falsatori di parola, ovvero i bugiardi: "L'una è la falsa che accusò Giuseppo" (Inf. XXX, 97).

- La passione della donna per Giuseppe è ampiamente trattata, con approfondimenti psicologici e di costume, nei capitoli VI (La toccata) e VII (La fossa) del terzo romanzo Giuseppe in Egitto della tetralogia di Thomas Mann Giuseppe e i suoi fratelli[3]. Nel romanzo la moglie titolare di Putifarre (Potifar il Flabellifero, Camerlengo del Sole e Comandante onorario), figlia del principe Mai-Sach-me e discendente della "nobile stirpe di Mut", è indicata con il nome di Mut-em-enet e i diminutivi di Eni o Enti. Lo scrittore tedesco ne esalta la bellezza, appena velata da "aria tessuta"[4], con grande efficacia: "Con i seni piccoli e sodi, la fine nuca e il dorso, le delicate spalle, le perfette braccia scultoree, le gambe dalla linea nobilmente affusolata culminanti nel trionfo di muliebrità della fastosa regione delle anche e dei glutei, era, per universale riconoscimento, il più bel corpo di donna che si potesse vedere ..."[5]. Mann spiega il tentativo di seduzione della donna con la sua condizione di sposa, ancora "in tenera età" e per convenienze familiari, di un uomo, Potifar, mutilato della sua virilità, per la decisione degli "augusti genitori", Huij e Tuij, che avevano voluto consacrarlo alle divinità per favorirne l'ingresso nella corte di Faraone[6].

- L'episodio in questione è citato anche nella fiction televisiva Il giovane Montalbano nell'episodio "Ferito a morte", quarta puntata del ciclo trasmesso da Rai 1 nel corso del 2012.